# ری جیراردین
ری جیراردین (به انگلیسی: Ray Girardin) (زاده ۲۳ ژانویهٔ ۱۹۵۳) بازیگر آمریکایی است.
از فیلم‌های معروف او می‌توان به بازی در پسر عاشق اشاره کرد.